# 33e division d'infanterie (France)
Pour les articles homonymes, voir 33e division d'infanterie.
La 33e division d'infanterie est une division d'infanterie de l'armée de terre française qui a participé à la Première Guerre mondiale.

## Les chefs de la33edivisiond'infanterie
- 30 décembre 1873 - 18 novembre 1875 : général Micheler
- 1er janvier 1881 - 13 mars 1883 : général Lewal
- 5 mai - 18 mai 1883 : général Minot
- 15 octobre 1883 : général Gresset
- 18 décembre 1883 - 13 août 1884 : général Guyon-Vernier
- 19 septembre 1884 : général Vincendon
- 8 octobre 1898 - 27 juillet 1900 : général Dessirier
- 14 août 1900 - 30 juin 1906 : général Altmayer
- .30 juin 1906 -  : Alfred Coupillaud
- ... - 26 janvier 1913 : général Bruneau
- 26 janvier 1913 - 9 septembre 1913 : général Bourdériat
- 9 septembre 1913 - 31 août 1914 : général Villemejane
- 31 août - 9 décembre 1914 : général Guillaumat
- 9 décembre 1914 - 14 janvier 1915 : général Desvaux
- 14 janvier - 2 juin 1915 : général Blanc
- 2 juin 1915 - 17 janvier 1916 : général Delmotte
- 17 janvier 1916 - 27 février 1918 : Auguste-Joseph Eon - Promu le 4 avril 1917 Gén. de Division
- 18 février - 30 mars 1918 : général Buat
- 30 mars 1918 - 8 mars 1919 : général Tanant

## La Première Guerre mondiale

### Composition
À la mobilisation, la 33e division d'infanterie fait partie du 17e corps d'armée de la 4e armée française.
Elle est composée de :
- 65e Brigade :

7e régiment d'infanterie
9e régiment d'infanterie
- 66e Brigade :

11e régiment d'infanterie
20e régiment d'infanterie
- Cavalerie :

9e régiment de chasseurs à cheval (1 escadron)
- Artillerie :

18e régiment d'artillerie de campagne (3 groupes 75)
- Génie :

2e régiment du génie (compagnie 17/1)

### Historique

#### 1914
- 5 - 11 août : transport par V.F. dans la région de Suippes.
- 11 - 23 août : mouvement vers le nord-est, par Grandpré et Mouzon, jusque vers Bertrix et Saint-Médard. Engagée, le 22 août dans la bataille des Ardennes. Combats vers Ochamps, la forêt de Luchy et Bertrix.
- 23 août - 6 septembre : repli, par Bouillon, vers la Meuse, dans la région de Mouzon. À partir du 26 août, arrêt en arrière de la Meuse, vers Mouzon et Autrecourt-et-Pourron. Combats vers Autrecourt-et-Pourron, Pourron et Raucourt (bataille de la Meuse).

29 août : repli sur l'Aisne, vers Voncq.
30 - 31 août : arrêt en arrière de l'Aisne, vers Voncq, puis continuation du repli, par Sainte-Marie-à-Py, Saint-Étienne-au-Temple et Chepy, jusque vers Dampierre.
- 6 - 13 septembre : engagée dans la première bataille de la Marne. Du 6 au 11 septembre, bataille de Vitry, combats vers la ferme des Grands Perthes. À partir du 11 septembre, poursuite par Moivre, jusque vers Massiges, la ferme Beauséjour et le Mesnil-lès-Hurlus.
- 13 septembre - 20 décembre : combats dans cette région. Puis stabilisation et occupation d'un secteur vers la ferme Beauséjour et Hurlus (guerre des mines).

26 septembre : attaque allemande vers le Mesnil-lès-Hurlus.
- 20 décembre 1914 - 3 avril 1915 : engagée dans la première bataille de Champagne. Combats répétés vers Hurlus et le Mesnil-lès-Hurlus. Le 28 décembre, front réduit à droite jusqu'à l'est du Mesnil-lès-Hurlus. À partir du 20 janvier 1915, déplacement du front vers la gauche entre le Mesnil-lès-Hurlus et le moulin de Perthes.

13 janvier et 16 février - 18 mars : violentes attaques françaises vers Perthes-lès-Hurlus. À partir du 18 mars, occupation et organisation des positions conquises.

#### 1915
- 3 avril - 1er mai : retrait du front ; mouvement par Triaucourt, vers Récourt ; repos. À partir du 12 avril, mouvement par étapes vers Rosnes, par Erize la Grande ; repos. À partir du 22 avril, transport par V.F. de la région de Revigny, Longueville dans celle d'Ailly-sur-Noye ; repos. À partir du 28 avril, transport par V.F. vers Saint-Pol, puis mouvement vers Avesnes-le-Comte.
- 1er mai 1915 - 2 mai 1916 : occupation d'un secteur vers Écurie et le nord de Roclincourt. Engagée à partir du 9 mai 1915 dans la deuxième bataille d'Artois. Attaques françaises en direction de Thélus. À partir du 20 mai, mouvement de rocade et occupation d'un nouveau secteur vers Agny et le sud de Roclincourt, réduit à gauche le 15 juin jusqu'à la Scarpe. À partir du 25 septembre 1915, engagée dans la troisième bataille d'Artois.

violentes attaques en direction de Beaurains.
4 novembre : front étendu à droite jusque vers Château-Crinchon.

#### 1916
- 2 mars - 9 avril : retrait du front et transport par V.F. dans la région de Laneuveville-devant-Nancy. Repos et travaux vers Lunéville.
- 9 - 19 avril : mouvement vers le front et occupation d'un secteur entre Arracourt et le Sânon.
- 19 - 29 avril : retrait du front, puis à partir du 22 avril transport par V.F. en Champagne ; repos au sud-est de Châlons-sur-Marne.
- 29 avril - 4 juillet : mouvement vers le front et occupation d'un secteur vers Maisons de Champagne et la butte du Mesnil.

15 mai, 22 juin : coups de main allemands.
- 4 - 13 juillet : retrait du front et repos au sud-ouest de Châlons-sur-Marne.
- 13 juillet - 10 août : mouvement par Rembercourt-aux-Pots et Souhesmes-la-Grande, vers la région de Verdun. Engagée à partir du 20 juillet dans la bataille de Verdun, vers l'ouvrage de Thiaumont et le bois de Vaux Chapitre.

24 juillet : attaque française sur l'ouvrage de Thiaumont.
25 juillet : front réduit, à droite, jusque vers Fleury-devant-Douaumont.
2 - 3 août : attaques françaises sur Fleury-devant-Douaumont.
- 10 - 15 août : retrait du front et regroupement vers Ligny-en-Barrois.
- 15 août - 25 novembre : mouvement vers le front. Occupation d'un secteur entre la Meuse et le bois d'Haudromont. Le 24 octobre, éléments engagés dans la première bataille offensive de Verdun. Prise des carrières d'Haudromont.
- 25 novembre 1916 - 4 mars 1917 : retrait du front et à partir du 1er décembre, occupation d'un secteur entre Kœur-la-Grande et l'étang de Vargévaux.

#### 1917
- 4 - 19 mars : retrait du front et mouvement par étapes vers Vitry-le-François, par Ligny-en-Barrois, Laheycourt et Vanault-les-Dames ; repos.
- 19 mars - 3 mai : occupation d'un secteur vers Prosnes et Auberive-sur-Suippe, réduit à droite, le 3 avril, jusqu'au nord de Baconnes et à gauche le 5 avril jusqu'au nord de Prosnes.

À partir du 17 avril, la division, aidée par le 40e régiment d'artillerie, est engagée dans la bataille des Monts dans le secteur de Prosnes et Moronvilliers avec comme objectif la prise du « Téton » et du « Casque ». Elle est ensuite chargée de l'organisation des positions conquises.
- 3 - 21 mai : retrait du front ; mouvement vers Vanault-les-Dames ; repos et instruction. Le 17 mai, transport par camions, par Vadenay et Saint-Germain-la-Ville, dans la région de Ligny-en-Barrois ; repos.
- 21 mai - 15 novembre : mouvement vers le front et à partir du 23 mai, occupation d'un secteur vers Kœur-la-Grande et l'étang de Vargévaux.
- 15 novembre - 10 décembre : retrait du front ; repos et instructions vers Tannois.
- 10 décembre 1917 - 18 janvier 1918 : mouvement vers le front et le 12 décembre occupation d'un secteur vers Bezonvaux et le bois de Chaume. Actions locales fréquentes.

#### 1918
- 23 janvier - 28 février : retrait du front, puis repos et instruction vers Vanault-les-Dames. À partir du 3 février, éléments en secteur (à la disposition des 10e, 20e et 2e corps d'armée) et éléments au repos vers Combles.
- 28 février - 14 mai : occupation d'un secteur vers la tranchée de Calonne et Haudiomont, étendu à gauche le 31 mars vers Damloup.
- 14 mai - 6 juin : retrait du front ; regroupement vers Triaucourt. À partir du 18 mai, occupation d'un secteur entre Bezonvaux et Beaumont. Les 27 et 28 mai, actions violentes allemandes.
- 6 - 20 juin : retrait du front, repos vers Nettancourt. Le 9 juin, transport par V.F. dans la région de Chevrières ; repos.
- 20 juin - 18 juillet : mouvement vers le front et occupation d'un secteur entre Troënes et Faverolles. Le 29 juin, attaque locale française.
- 18 juillet - 1er août : engagée dans la seconde bataille de la Marne, (bataille du Soissonnais). Progression en combattant sur l'axe Neuilly-Saint-Front, Mont-Notre-Dame. Durant cette offensive le colonel commandant l'infanterie de la 33e division d'infanterie, François Charles Diogène Beraud Reynaud, est tué à l'ennemi à Breny (Aisne) le 25 juillet 1918 [2].
- 1er - 27 août : retrait du front, repos vers Touquin et Coulommiers.
- 27 août - 28 septembre : engagée vers Champ, dans la seconde bataille de Noyon (franchissement de l'Ailette), puis à partir du 29 août participation à la poussée vers la position Hindenburg. Progression à l'ouest de Coucy-le-Château, jusqu'aux abords de Fresnes. Puis occupation des positions conquises. Le 12 septembre, déplacement du secteur à gauche, entre Fresnes et Barisis-aux-Bois.
- 28 septembre - 10 octobre : retrait du front ; repos vers Saint-Aubin, Selens et Blérancourt.
- 10 - 28 octobre : mouvement par étapes vers Homblières, puis progression en seconde ligne vers l'Oise. Engagée à partir du 17 octobre dans la bataille de Mont-d'Origny vers Thenelles et Origny-Sainte-Benoite. Tentatives répétées pour franchir l'Oise. À partir du 20 octobre, défense et organisation des positions conquises.
- 28 octobre - 10 novembre : remise en seconde ligne ; à partir du 2 novembre progression en première ligne par Guise (seconde bataille de Guise), La Capelle et Anor ; occupation de Momignies et Beauwetz.
- 10 - 11 novembre : retrait du front ; repos vers la Capelle.

### Rattachement
- 1re armée

11 octobre - 11 novembre 1918
- 2e armée

22 - 28 avril 1915
12 juillet 1916 - 8 mars 1917
17 mai 1917 - 9 juin 1918
- 3e armée

9 - 17 juin 1918
- 4e armée

2 août 1914 - 22 avril 1915
22 avril - 12 juillet 1916
8 mars - 17 mai 1917
- 6e armée

17 juin - 6 août 1918
- 10e armée

28 avril 1915 - 5 mars 1916
8 août - 11 octobre 1918
- Détachement d'armée de Lorraine

5 mars - 22 avril 1916